# Luis Díaz (football, 1998)
Pour les articles homonymes, voir Luis Díaz et Díaz.
Díaz   Espinoza est un nom espagnol. Le premier nom de famille, en général paternel, est Díaz ; le second, en général maternel, souvent omis, est Espinoza.
Luis Mario Díaz Espinoza, couramment appelé Luis Díaz, né le 6 décembre 1998 à Nicoya au Costa Rica, est un footballeur international costaricien. Il joue au poste de milieu de terrain au Revolution de la Nouvelle-Angleterre en MLS.

## Biographie

### Parcours en club

#### Débuts au Costa Rica
Luis Díaz commence le football à l'AD Guanacasteca. Il fait ses débuts en Segunda División (es) sous les ordres de Walter Centeno avec le Municipal Grecia lors de la saison 2016-2017. Il remporte la deuxième division contre Jicaral Sercoba (es) et le club est promu pour la première fois en Primera División. Le 17 septembre 2017, il fait ses débuts en Primera División contre le Municipal Liberia, remplaçant Keysher Fuller. Il dispute sa première rencontre en tant que titulaire contre le CS Cartaginés le 24 septembre. Le 12 novembre, il inscrit son premier but en Primera División contre le Municipal Liberia. 
Le 2 janvier 2019, il rejoint le CS Herediano. Le 26 janvier, il fait ses débuts avec Herediano contre l'AD Carmelita. Puis, il fait ses débuts en Ligue des champions de la CONCACAF contre Atlanta United le 21 février. Il est élu meilleur jeune joueur du tournoi de clôture,. En juin 2019, il ne se rend pas au camp de préparation à la pré-saison de Herediano et les rumeurs de son départ augmentent.

#### Crew de Columbus
Il poursuit sa carrière aux États-Unis lorsqu'il est transféré au Crew de Columbus en Major League Soccer le 2 juillet 2019, en tant que joueur désigné,. Il signe un contrat garanti jusqu'à la fin de la saison 2021 puis deux années en option. Le montant du transfert est d'un million de dollars.
Le 17 juillet 2019, il participe à son premier match en MLS en entrant à la 65e minute à la place d'Eduardo Sosa (es) et délivre sa première passe décisive à la fin du temps réglementaire face au Fire de Chicago,. Deux semaines plus tard, il dispute sa première rencontre en tant que titulaire face aux Earthquakes de San José et délivre sa deuxième passe décisive de la saison en faveur de son coéquipier Gyasi Zardes,. Le 25 août, lors du derby de l'Ohio (en) face au FC Cincinnati, il inscrit son premier but en MLS et délivre une nouvelle passe décisive à Zardes,,. Puis, contre Atlanta United, il marque son deuxieme but en MLS le 14 septembre. Il fait une bonne impression lors de sa première saison à Columbus.
La saison suivante, il s'impose comme un des joueurs clés de l'équipe. Lors de la finale de la Coupe MLS, il délivre une passe décisive lors de la victoire 3-0 face aux Sounders de Seattle, et remporte son premier trophée avec Columbus,.
Il poursuit sa bonne forme en 2021 mais contracte une blessure alors qu'il est en camp d'entraînement avec la sélection costaricaine au début du mois de juin. Il revient sur les terrains un mois plus tard, et est titularisé face au Revolution de la Nouvelle-Angleterre (2-2) dans la rencontre du Lower.com Field, la nouvelle enceinte du Crew. Il quitte ensuite son club pour disputer la Gold Cup 2021 avec sa sélection, après avoir été appelé en remplacement de Bryan Oviedo, blessé. Au retour de compétition internationale, Luis Díaz peine à retrouver un statut de titulaire et se contente de quatre titularisations jusqu'au terme de la saison. Il dispute néanmoins la dernière demi-heure de la Campeones Cup 2021 remportée par Columbus face à Cruz Azul le 29 septembre.
Remplaçant pour la première rencontre de la saison 2022, Díaz entre en jeu à vingt minutes du terme de la partie et inscrit le troisième but d'une victoire 4-0 contre les Whitecaps de Vancouver le 26 février. Bien qu'il ne soit pas souvent titulaire en début de saison, il s'impose de nouveau dans l'effectif à partir de l'été au sein d'une équipe luttant pour la qualification en séries éliminatoires. Le club ne parvient cependant pas à atteindre la phase finale pour une deuxième année consécutive et se sépare alors de son entraîneur Caleb Porter.
Avec l'arrivée de Wilfried Nancy à la tête de l'équipe pour l'exercice 2023, Luis Díaz voit son temps de jeu être considérablement réduit avec seulement quatre entrées en jeu au cours de la saison, ce qui amène le club à le libérer de son contrat le 5 septembre 2023.

#### Rapids du Colorado
Deux jours après son départ du Crew de Columbus, Luis Díaz rejoint les Rapids du Colorado, alors derniers en Major League Soccer, à une période du calendrier où le club doit disputer sept rencontres en vingt-deux jours,.

### Parcours en sélection
En 22 mai 2019, Luis Díaz est convoqué pour la première fois en équipe du Costa Rica par le sélectionneur national Gustavo Matosas (es), pour un match amical contre le Pérou, mais doit déclarer forfait à la suite d'une blessure,. Il est de nouveau convoqué pour un match amical face à l'Uruguay le 28 août.
Le 6 septembre 2019, il honore sa première sélection contre l'Uruguay. Lors de ce match, il entre à la 68e minute de la rencontre, à la place de Joel Campbell. Le match se solde par une défaite 2-1 des Costariciens.
Écarté par le nouveau sélectionneur Luis Fernando Suárez de la liste des vingt-trois joueurs appelés à disputer la Gold Cup 2021 en raison d'une récente blessure contractée lors du précédent camp d'entraînement, Luis Díaz est finalement convoqué en remplacement de Bryan Oviedo, blessé.

## Statistiques

### Statistiques détaillées
| Saison                | Club                  | Championnat           | Championnat | Championnat | Championnat | Coupe(s) nationale(s) | Coupe(s) nationale(s) | Coupe(s) nationale(s) | Compétition(s) continentale(s) | Compétition(s) continentale(s) | Compétition(s) continentale(s) | Compétition(s) continentale(s) | Séries | Séries | Séries | Costa Rica | Costa Rica | Costa Rica | Total | Total | Total |
| Saison                | Club                  | Division              | M.          | B.          | P.d.        | M.                    | B.                    | P.d.                  | Comp.                          | M.                             | B.                             | P.d.                           | M.     | B.     | P.d.   | M.         | B.         | P.d.       | M.    | B.    | P.d.  |
| 2016-2017             | Municipal Grecia      | Segunda División      | .           | .           | .           | -                     | -                     | -                     | -                              | -                              | -                              | -                              | 2      | 0      | 0      | -          | -          | -          | 2     | 0     | 0     |
| 2017-2018             | Municipal Grecia      | Primera División      | 8+19        | 1+1         | 0+2         | -                     | -                     | -                     | -                              | -                              | -                              | -                              | -      | -      | -      | -          | -          | -          | 27    | 2     | 2     |
| 2019-2019             | Municipal Grecia      | Primera División      | 18          | 0           | 4           | -                     | -                     | -                     | -                              | -                              | -                              | -                              | -      | -      | -      | -          | -          | -          | 18    | 0     | 4     |
| Sous-total            | Sous-total            | Sous-total            | 45          | 2           | 6           | -                     | -                     | -                     | -                              | 0                              | 0                              | 0                              | 2      | 0      | 0      | 0          | 0          | 0          | 47    | 2     | 6     |
| 2019-2019             | CS Herediano          | Primera División      | 19          | 1           | 2           | -                     | -                     | -                     | LCC                            | 2                              | 0                              | 0                              | 2      | 0      | 0      | -          | -          | -          | 23    | 1     | 2     |
| 2019                  | Crew de Columbus      | MLS                   | 13          | 2           | 3           | -                     | -                     | -                     | -                              | -                              | -                              | -                              | -      | -      | -      | 2          | 0          | 0          | 15    | 2     | 3     |
| 2020                  | Crew de Columbus      | MLS                   | 21          | 0           | 3           | -                     | -                     | -                     | -                              | -                              | -                              | -                              | 1+4    | 0      | 0+2    | 2          | 0          | 0          | 28    | 0     | 5     |
| 2021                  | Crew de Columbus      | MLS                   | 19          | 1           | 0           | -                     | -                     | -                     | LCC+CC                         | 4+1                            | 0                              | 1+0                            | -      | -      | -      | 4          | 0          | 1          | 28    | 1     | 2     |
| 2022                  | Crew de Columbus      | MLS                   | 26          | 3           | 5           | 0                     | 0                     | 0                     | -                              | -                              | -                              | -                              | -      | -      | -      | -          | -          | -          | 26    | 3     | 5     |
| 2023                  | Crew de Columbus      | MLS                   | 4           | 0           | 0           | 0                     | 0                     | 0                     | LCup                           | 0                              | 0                              | 0                              | -      | -      | -      | -          | -          | -          | 4     | 0     | 0     |
| Sous-total            | Sous-total            | Sous-total            | 83          | 6           | 11          | 0                     | 0                     | 0                     | -                              | 5                              | 0                              | 1                              | 5      | 0      | 2      | 8          | 0          | 1          | 101   | 6     | 15    |
| 2023                  | Rapids du Colorado    | MLS                   | 0           | 0           | 0           | -                     | -                     | -                     | -                              | -                              | -                              | -                              | -      | -      | -      | -          | -          | -          | 0     | 0     | 0     |
| Total sur la carrière | Total sur la carrière | Total sur la carrière | 147         | 9           | 19          | 0                     | 0                     | 0                     | -                              | 7                              | 0                              | 1                              | 9      | 0      | 2      | 8          | 0          | 1          | 171   | 9     | 23    |

## Palmarès

### En club
Municipal Grecia
- Champion du Costa Rica de deuxième division (es) en 2017

 Crew de Columbus
- Vainqueur de la Conférence Est de la MLS en 2020
- Vainqueur de la Coupe MLS en 2020
- Vainqueur de la Campeones Cup en 2021

### Distinctions personnelles
- Élu meilleur jeune joueur de la Primera División en 2019 (clôture)